# Осек (Верушовський повіт)
Осек (пол. Osiek) — село в Польщі, у гміні Ґалевиці Верушовського повіту Лодзинського воєводства.
Населення — 1155 осіб (2011).
У 1975-1998 роках село належало до Каліського воєводства.

## Демографія
Демографічна структура станом на 31 березня 2011 року:
|          | Загалом | Допрацездатний вік | Працездатний вік | Постпрацездатний вік |
| -------- | ------- | ------------------ | ---------------- | -------------------- |
| Чоловіки | 592     | 135                | 408              | 49                   |
| Жінки    | 563     | 113                | 320              | 130                  |
| Разом    | 1155    | 248                | 728              | 179                  |